# 간베촌 (에히메현 오치군)
간베촌(鴨部村)은 에히메현 오치군에 설치되었던 촌이다. 현재의 이마바리시에 해당한다.